# Alzadaesthetus

Alzadaesthetus (лат.) — род жуков-стафилинид из подсемейства Euaesthetinae (Staphylinidae). Южная Америка. 2 вида.

## Распространение
Южная Америка: Чили.

## Описание
Мелкие коротконадкрылые жуки-стафилиниды, длина 3-4 мм. Крылья остаточные или отсутствуют. Голова, пронотум и надкрылья пунктированные. III-VI-й абдоминальные сегменты могут нести парасклериты, VII-й сегмент без парасклеритов; III-й стернит с боковым килем. Основная окраска коричнево-чёрная. Глаза крупные (занимают почти половину боковой стороны головы). Обладают примитивной формулой лапок 5-5-5, распространённой лишь в нескольких голарктических родах из триб Nordenskioldiini Bernhauer & Schubert, 1911 и Fenderiini Scheerpeltz, 1974. Однако, у Alzadaesthetus базальный сегмент лапок более или менее редуцированный и почти слитый со вторым члеником.
Типовой вид рода Alzadaesthetus chilensis Kistner, 1961 был первоначально описан в 1961 году американским колеоптерологом Дэвидом Кистнером (Kistner D. H., 1961) и включён в подсемейство Euaesthetinae Thomson, 1859. В настоящее время образует свою отдельную монотипическую трибу Alzadaesthetini Scheerpeltz, 1974.
- Alzadaesthetus chilensis Kistner, 1961 — Чили[1]
- Alzadaesthetus furcillatus Saiz, 1972 — Чили